# Östermalms IP
Der Östermalms idrottsplats, häufig abgekürzt als Östermalms IP, (deutsch: Sportplatz Östermalm) ist eine Sportstätte im Stockholmer Stadtbezirk Östermalm. Das Stadion, wenige Meter entfernt vom Olympiastadion Stockholm gelegen, war Austragungsort diverser Wettkämpfe im Rahmen der Olympischen Sommerspiele 1912.

## Geschichte
Im September 1906 eröffnete der seinerzeitige schwedische König Oskar II. den Sportplatz. Da dieser als Sportstätte für die Olympischen Sommerspiele 1912 vorgesehen war, mussten einige Umbau- und Renovierungsarbeiten im Vorfeld des internationalen Sportfestes durchgeführt werden. Hierzu wurden ab dem Herbst 1911 insbesondere die Tribünen und Laufbahnen teilweise neu errichtet, der Pavillon auf dem Gelände renoviert, eine Tennisanlage mit zwei Spielfeldern errichtet sowie das Fußballfeld geebnet und neu bepflanzt.
Während des olympischen Turniers fanden auf dem Gelände Wettkämpfe im Reiten, Fechten, Modernen Fünfkampf sowie im Tennis statt, zudem war die Anlage Gastgeber für die Schauwettkämpfe im Baseball. Darüber hinaus diente die Sportstätte als Trainingsplatz der Athleten für die im Olympiastadion ausgetragenen Leichtathletikwettkämpfe.
Später wurde der Sportplatz im Winter als Spielfläche für Eishockeyspiele genutzt und um eine Eisschnelllaufbahn erweitert. 1950 wurde das Endspiel um die schwedische Eishockeymeisterschaft hier ausgetragen, bei dem Djurgården Hockey den zweiten Meistertitel der Vereinsgeschichte holte.
Zwischen 1906 und 1911 spielte Djurgårdens IF im Stadion, zog dann aber über den Tranebergs IP Ende der 1930er Jahre ins Olympiastadion um. Nachdem der Platz noch bis in die 1950er Jahre von der Eishockeymannschaft genutzt worden war, ehe diese ins Hovet umzog, wurde zunächst kein höherklassige Sport mehr hier betrieben. Vor allem die Jugendfußballmannschaften des Djurgårdens IF sowie die Frauenfußballmannschaft des Djurgårdens IF nutzten in der Folge die Anlage, die mittlerweile mit einem Kunstgrasboden belegt ist.

## Geplanter Stadionneubau
Da das Olympiastadion nicht mehr den weiter entwickelten Voraussetzungen für die Allsvenskan entsprach, durfte Djurgårdens IF dort nur bis 2013 spielen. Daher erwog der Klub zu Beginn des Jahrzehnts den Neubau eines reinen Fußballstadions auf der Fläche des Östermalms IP mit bis zu 18000 Zuschauerplätzen. Im Dezember 2011 wurden die Pläne verworfen, dabei wurde insbesondere auf die wirtschaftlichen Rahmenbedingungen und die Erfahrungen mit dem Neubau des Malmöer Stadions verwiesen. Seit Eröffnung der Tele2 Arena im Sommer 2013 nutzt der Verein gemeinsam mit dem Lokalkonkurrenten Hammarby IF das im Süden Stockholms im Stadtbezirk Enskede-Årsta-Vantör gelegene Stadion für seine Heimspiele.